# Tannerie Peltereau-Tenneson
La Tannerie Peltereau-Tenneson est une ancienne tannerie situé à Château-Renault. Le monument fait l’objet d’une inscription au titre des monuments historiques depuis le 27 septembre 2004.

## Historique
L'origine de la tannerie à Château-Renault est incertaine. Un document du Moyen Âge cite un lieu dit "Fosse des Paillarz" situé près d'une foulerie à tan, connu par la suite sous le nom de "Fosse Paillard", le développement de la tannerie à Château-Renault paraît présent dès le XVIe siècle.
Longtemps ville de tisserands, la ville fut ruinée par la concurrence des draperies anglaises. Le déclin du textile entraina un essor de la tannerie, déjà existante au stade de petites unités de 4 ou 5 ouvriers.
Jacques-Henri Peltereau, ayant hérité de son père, Emmanuel Peltereau, d'une fabrique de draps installée en 1795 dans l'ancien couvent des Récollets, se reconvertit dans la tannerie à la suite de la crise industrielle de 1810.

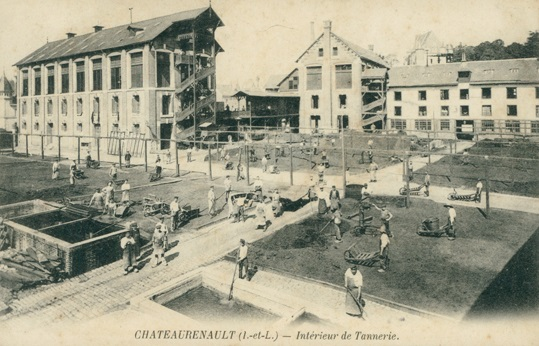

En 1812 Jacques-Henri Peltereau oriente la production vers la fabrication du cuir à semelles, permettant un développement de l’usine, renforcé au cours des années 1840 par son neveu Auguste Peltereau dont les qualités de négociant vont accroître la notoriété de l’entreprise. Sa veuve Célestine Peltereau poursuit l’activité et agrandie l’usine, avant de s’associer à son petit-fils Joseph Tenneson, qui deviendra directeur de 1912 à 1931, et vice-président du Syndicat général des cuirs et peaux de France.
L’usine s’est développée autour de la rivière La Brenne, et conserve la majorité des bâtiments utilisés pour la fabrication des cuirs : ateliers du travail de rivière, séchoirs, corroierie, magasin de stockage, atelier d’entretien, cheminée d’usine. Après plus de 380 ans d’existence, la tannerie cesse son activité en 1978 sous la direction d’André Tenneson.
L’ensemble est acquis par la Ville de Château-Renault et une partie des locaux est réhabilitée en 1985 pour y installer le Musée du cuir et de la tannerie.

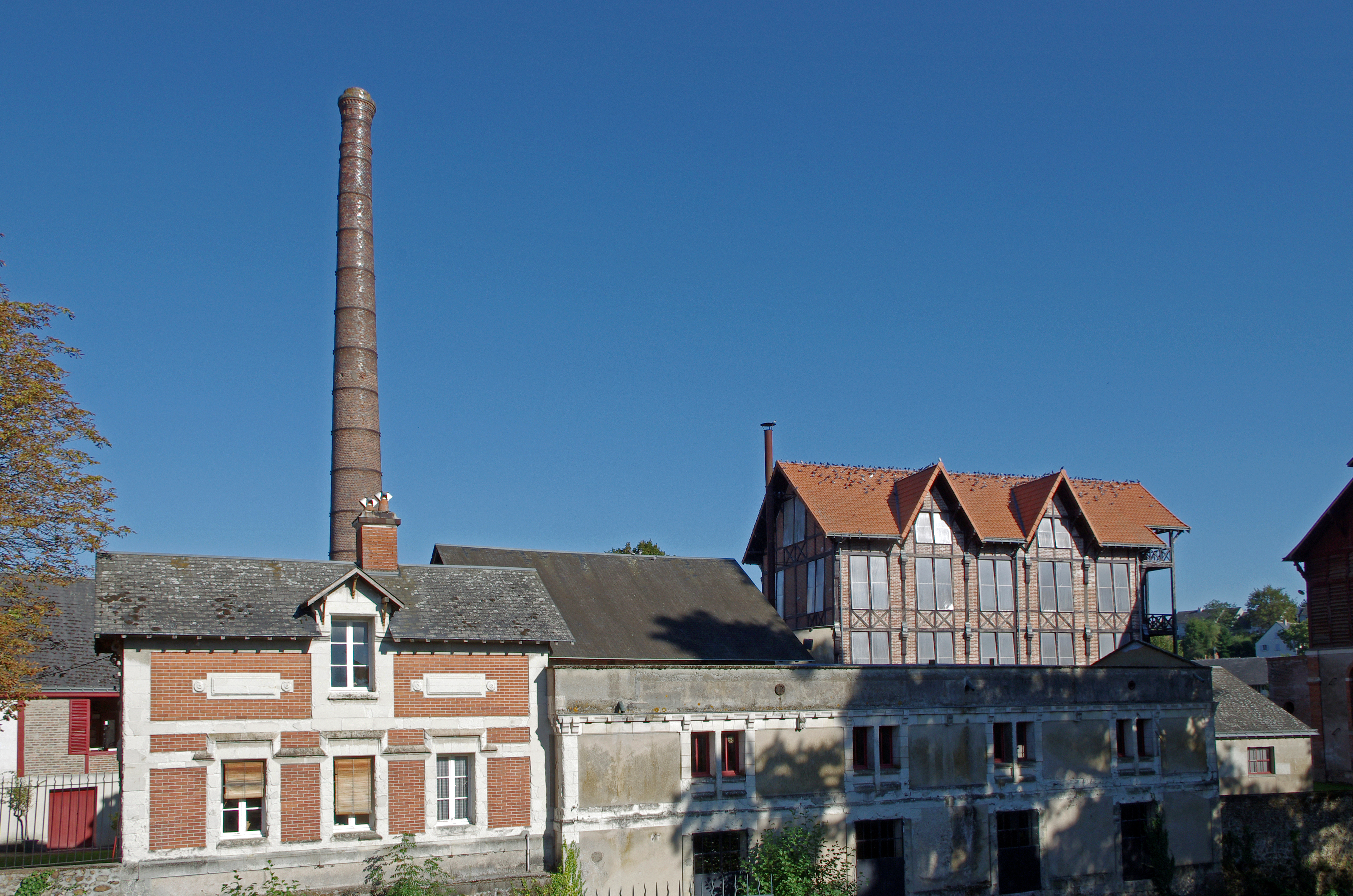
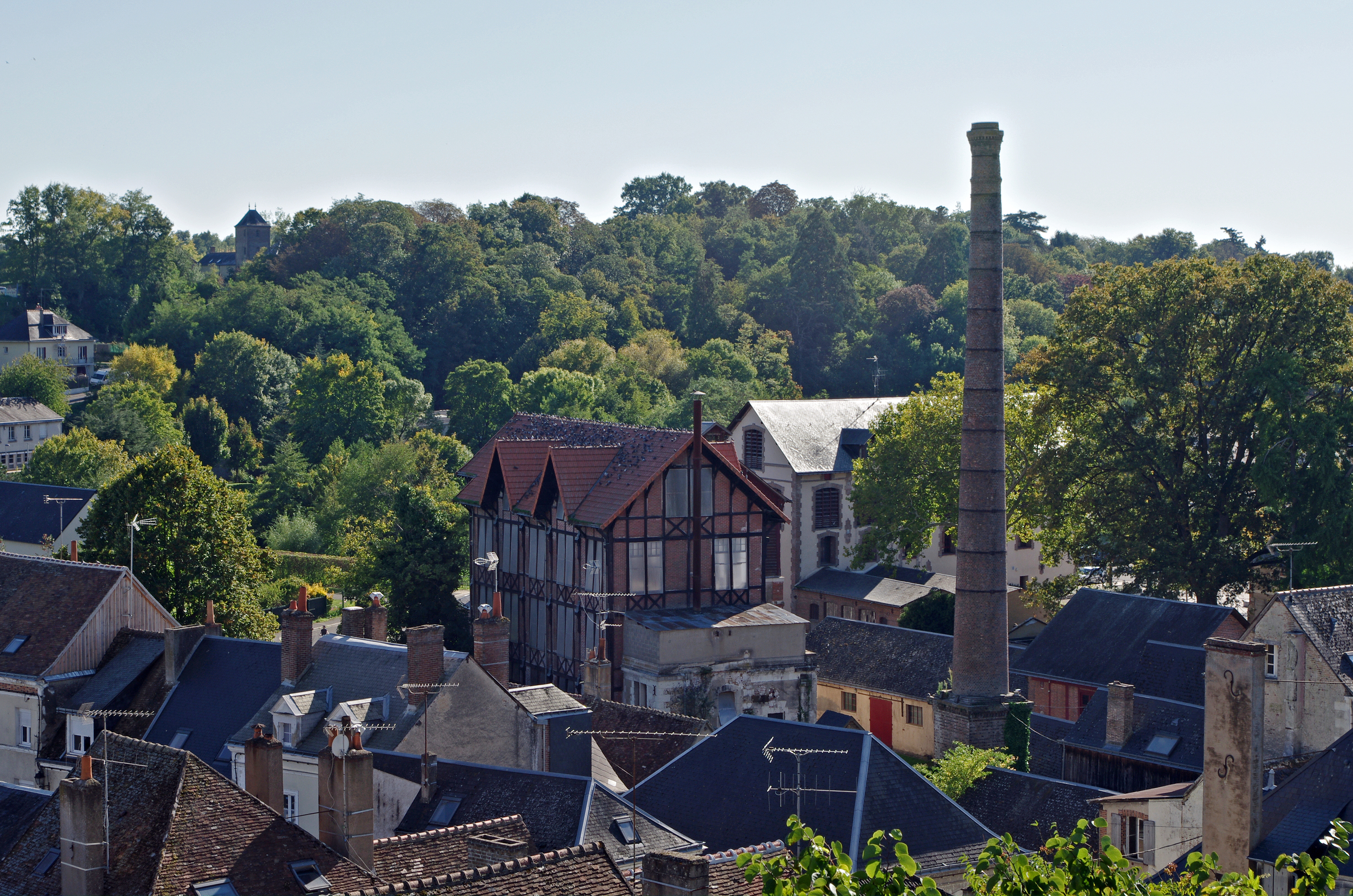
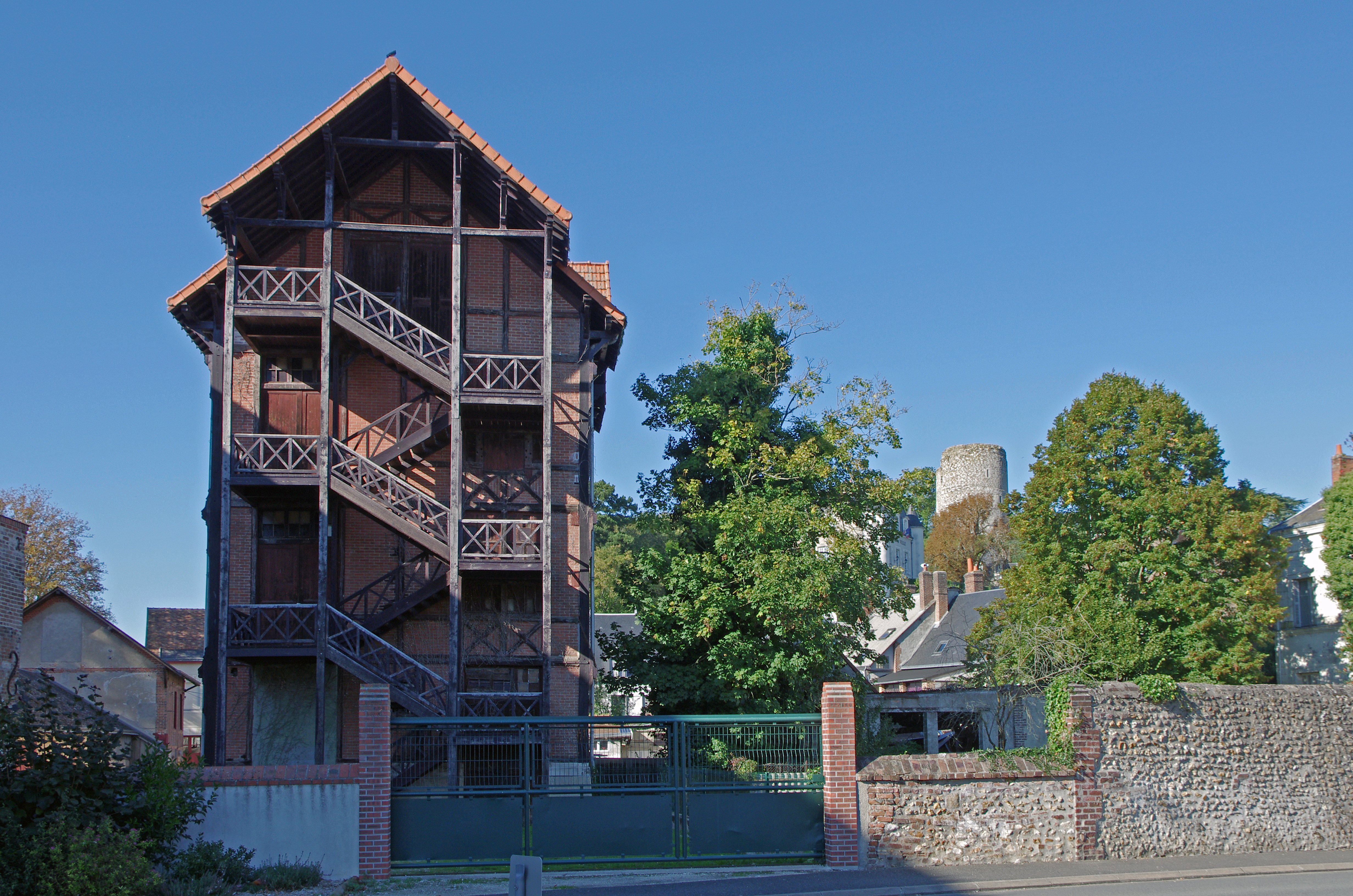
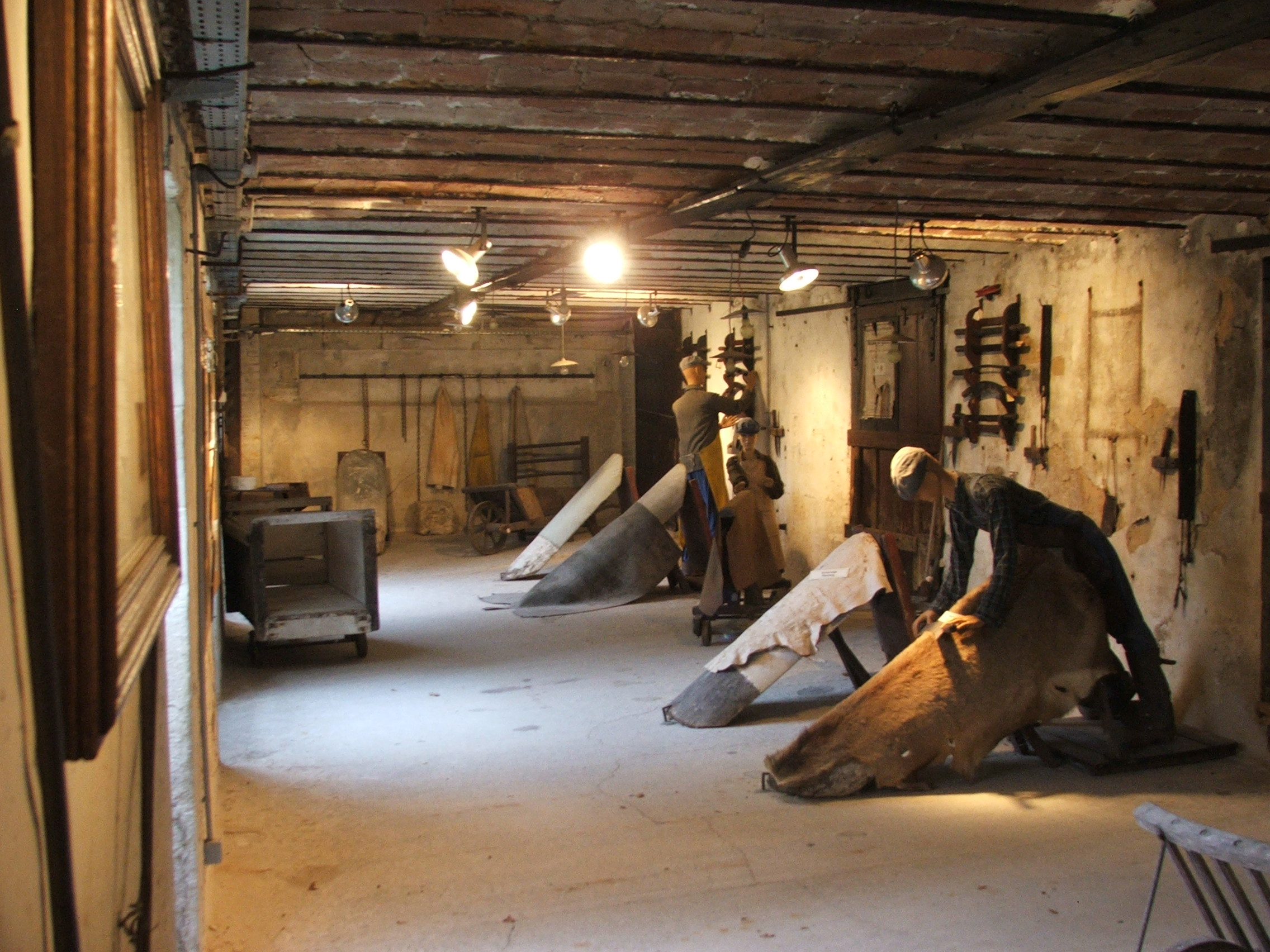